# Catocala promissa
The Light Crimson Underwing (Catocala promissa) là một loài bướm đêm thuộc họ Erebidae. Loài này được tìm thấy ở châu Âu và Anatolia tới Armenia.
Sải cánh dài 60–65 mm. The moths gặp ở tháng 7 đến tháng 8 tùy theo địa điểm.
Ấu trùng ăn sồi.

## Hình ảnh

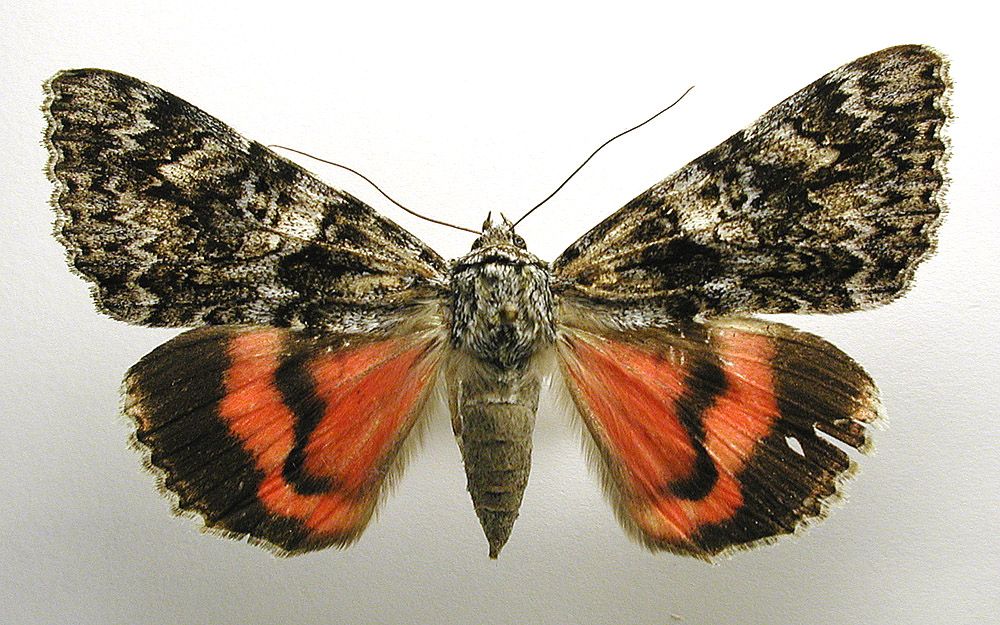
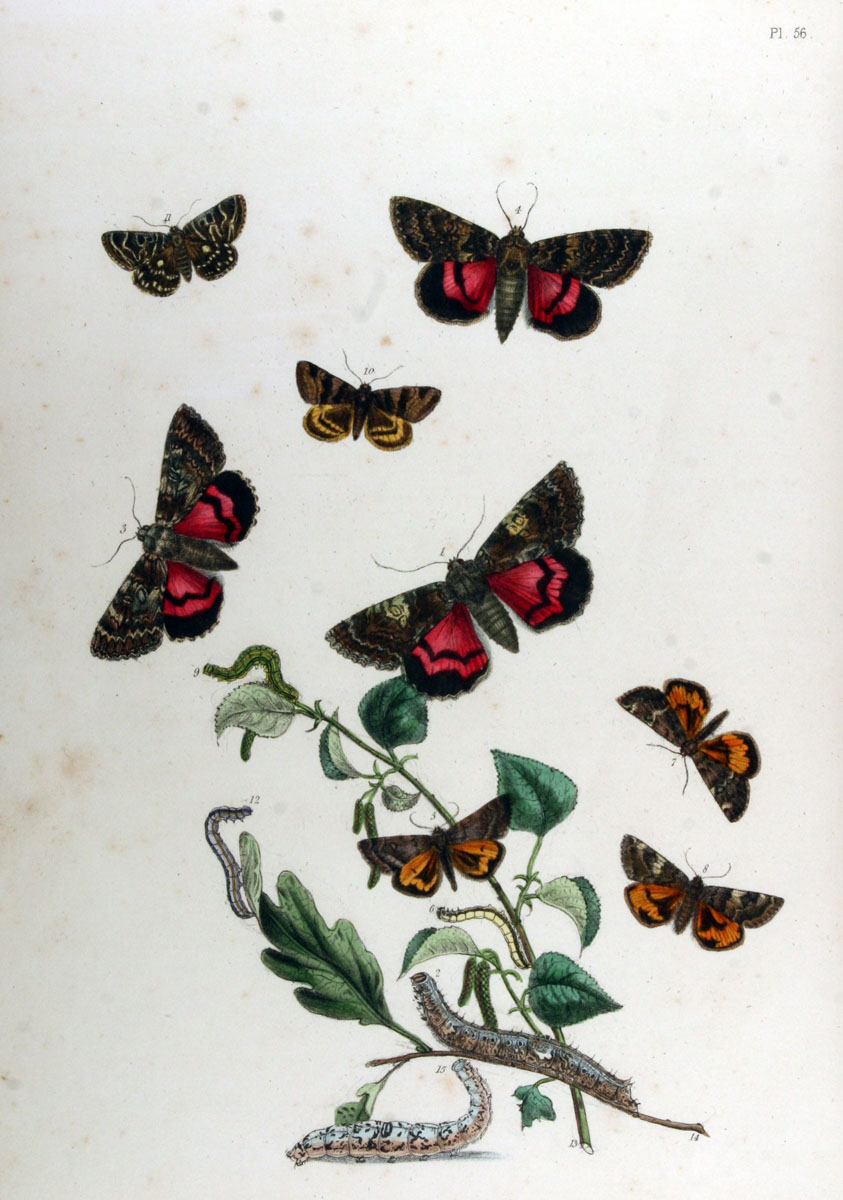
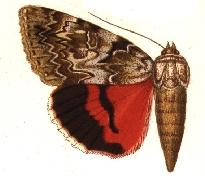
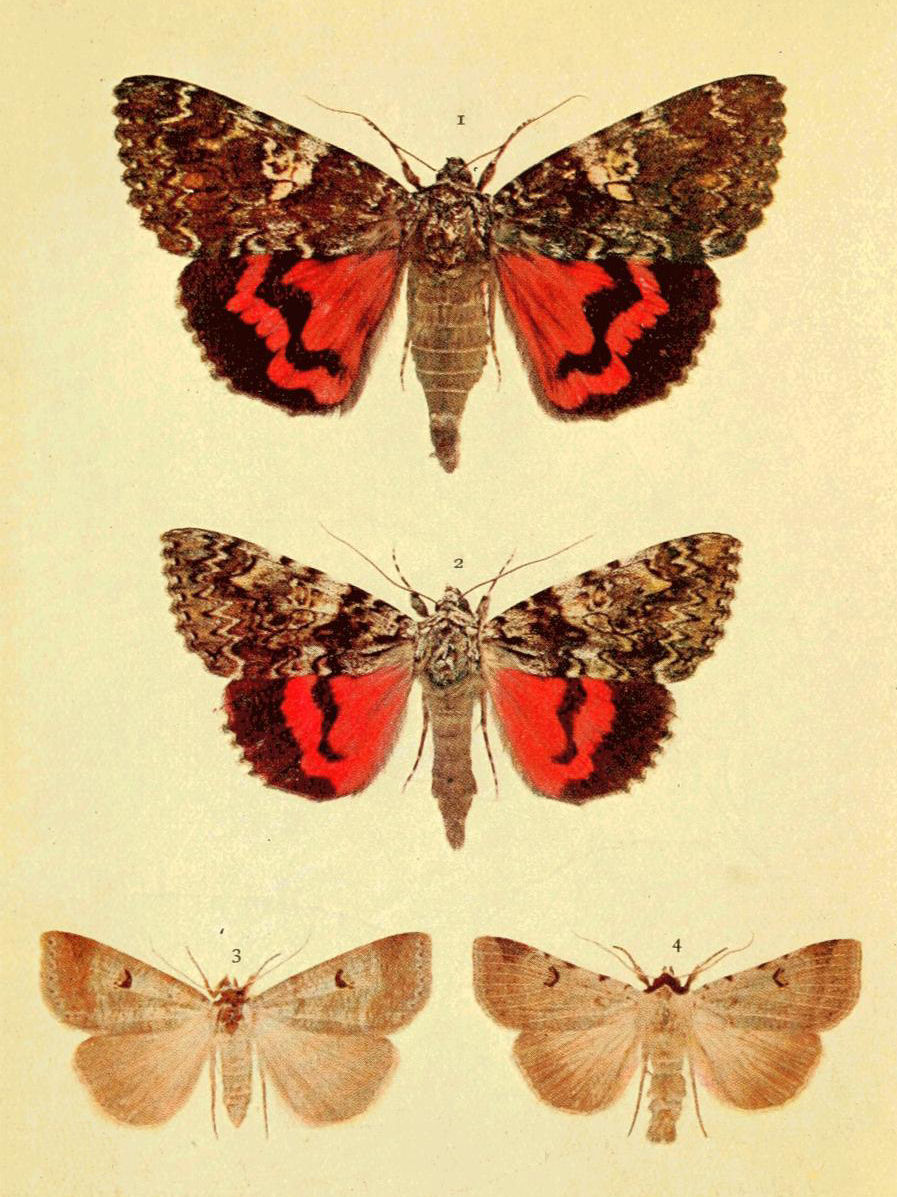